# Antocha (Antocha) javanensis
Antocha (Antocha) javanensis is een tweevleugelige uit de familie steltmuggen (Limoniidae). De soort komt voor in het Oriëntaals gebied.